# Marc Van der Linden (politicus)
Marc Van der Linden (Duffel, 21 februari 1959) is een Belgisch politicus voor N-VA. Hij was burgemeester van Duffel.

## Levensloop
Marc Van der Linden is de kleinzoon van Gustaaf Van der Linden, die onder meer gedeputeerde van de provincie Antwerpen was. Beroepshalve is hij kaderlid in een chemisch bedrijf. Hij is gehuwd en vader van twee kinderen. 
Hij was enigszins verrassend lijsttrekker bij de lokale verkiezingen van 2012, nadat eerder lokaal voorzitter Geert Aerts op die plaats was aangekondigd. Sedert 2013 was hij burgemeester van Duffel. Hierbij volgde hij Guido De Vos op.
Bij de gemeenteraadsverkiezingen van 2018 gaf hij aan geen nieuwe ambtstermijn als burgemeester na te streven omdat dit niet meer combineerbaar was met zijn job.